# Карашар
Карашар или Йенци (на китайски: 焉耆; на пинин: Yānqí) е град в Синдзян-уйгурския автономен регион, северозападен Китай. Населението му е 37 649 души (2010 г.).
Разположен е на 1062 m надморска височина в североизточния край на Таримския басейн, на бреговете на река Кайду малко преди нейното вливане в езерото Баграшкьол, на 220 km югозападно от Урумчи. Градът важен пункт по Пътя на коприната, като през II век пр.н.е. вече е център на будистко княжество, зависимо в различни периоди от хунну или от империята Хан. Днес 50% от жителите на града са хан, 24% хуей и 23% уйгури.